# Abbaye de Clairac
L'abbaye Saint-Pierre de Clairac est située à Clairac, en Lot-et-Garonne.

## Historique

### Fondation
Les historiens locaux ont donné deux origines pour la fondation de cette abbaye de l'ordre de Saint-Benoît :
- la première fait de Pépin le Bref, père de Charlemagne, le fondateur de l'abbaye vers 760. Cette origine est basée sur un acte vidimé à partir de l'original en 1328. Cet acte raconte que Centulle Maurelle, seigneur de la région, était allé rencontrer Pépin alors qu'il se trouvait à Arles pour lui demander le droit de construire une abbaye sur les domaines qu'il possédait et qui relevaient de la Couronne. Encouragé par le pape Étienne, Pépin lui a accordé son autorisation mais a aussi participé à sa construction par des dons et décidé de la placer sous sa protection. De passage à Agen en mars 76.., probablement 766[1], il aurait fait rédiger le diplôme recopié dans le vidimus. Malheureusement cet acte est considéré comme apocryphe. L'abbé Barrère en défend la véracité dans son Histoire religieuse et monumentale de la Gascogne ;
- la seconde est basée sur un document de l'abbaye de La Sauve-Majeure indiquant que saint Avit prêtre a donné naissance à l'abbaye.

Sa date de fondation est donc invérifiable, même sa titulature est incertaine, Saint-Pierre-et-Saint-Paul ou Saint-Pierre-ès-Liens ?
L'ancienneté de sa fondation est prouvée par l'étendue de ses possessions, de son importance dans l'Agenais, du rôle qu'elle a joué à travers les siècles et de l'importance des services à la contrée environnante. Ses religieux étaient seigneurs temporels de Clairac, de Laparade et de Nicole, maîtres de cinq prieurés : Marmande, Tombebœuf, Marsac d'Arasse, Clermont-Dessous et Puyguiraud, décimateurs et curés primitifs d'une cinquantaine de paroisses dont trente-quatre cures. La ville de Clairac s'est développée autour de l'abbaye.

### Les abbés
Le premier abbé connu est Constance qui apparaît dans le catalogue des abbés de Clairac en 1068 et qui assiste au concile de Toulouse en 1079/1080. L'abbé Arnaud accompagne à la troisième croisade, en 1190, Richard Cœur de Lion, son suzerain. En 1214, le pape Innocent III commet l'abbé de Clairac Pierre pour l'informer des excès dont on accusait Bernard III, élu en 1192, archévêque d'Auch. Ce même abbé est cité dans des lettres de Simon de Monfort, en 1212. L'année suivante il a assisté à la bataille de Muret. L'abbaye a été ravagée par les Albigeois au XIIIe siècle.
Édouard Ier indique dans une lettre datée du 20 mai 1293 concernant la construction d'une bastide à Nicole que l'abbé de Clairac est intervenu dans cette fondation. Le même Édouard Ier a autorisé l'abbé de Clairac à faire transporter sur la Garonne jusqu'à Bordeaux tous ses blés, vins et autres denrées… etc., sans être soumis à aucun droit de péage ni d'entrée dans la ville de Bordeaux. D'après Artaud de Montor, Guillaume de Grimoald, élu pape sous le nom d'Urbain V, aurait été moine à l'abbaye de Clairac.
Pendant la guerre de Cent Ans la ville a été assiégée et l'abbaye partiellement détruite à la fois par les troupes françaises et anglaises. La paix ne revient dans le pays qu'après la bataille de Castillon, en 1453. Il ne reste plus alors que neuf religieux.
En 1483, Louis XI fait donation de revenus en Languedoc et en Guyenne, dont ceux de l'abbaye de Clairac, à la basilique Saint-Jean-de-Latran pour permettre sa restauration. Ces paiements ont cessé en 1507.
En 1509, quand Bertrand de Lustrac est nommé évêque de Lectoure, il résigne en cours de Rome son abbaye de Clairac et ne conserve que l'abbaye de Saint-Maurin. Le pape a transmis l'abbaye à Antoine de Chabannes, protonotaire apostolique.

### L'abbaye de Clairac au temps de la Réforme
Au début du XVIe siècle il y a 150 religieux dépendant de l'abbaye, mais la Réforme va se développer dans le pays avec les prédications de Gérard le Roux ou Roussel, un picard qui avait étudié à Paris où il avait fait la connaissance de la doctrine de Luther. Effrayé par les persécutions décidées par le parlement de Paris, il s'est réfugié auprès de la reine de Navarre Marguerite de Navarre. Cette dernière le nomme abbé de Clairac en 1530 puis évêque d'Oloron où il va propager par ses prédications les idées de la Réforme. Il serait mort à la suite d'une agression au cours d'un prêche dans l'église de Mauléon. Son successeur à l'abbaye de Clairac est Geoffroy de Caumont, de la maison de La Force, qui a pris ouvertement le parti de la Réforme en épousant le 16 octobre 1568, dans l'église abbatiale, la très riche Marguerite de Lustrac, veuve de Jacques d'Albion. C'est alors que les moines rallient le protestantisme en masse, puis se sont pour la plupart mariés. Les habitants de Clairac avaient alors presque tous pris le parti de la Réforme. L'abbaye a été pillée, puis démolie ainsi que les églises de la juridiction.
Puis Henri d'Angoulême, grand prieur de France, a été pourvu de l'abbaye. Il a été autorisé par le parlement de Bordeaux à en prendre possession à vue du clocher. C'est l'époque où le cardinal de Lorraine lance les ventes de biens d'Église, avec l'autorisation de Rome, pour financer la Contre-Réforme ; une part des biens de l'abbaye sont alors vendus... aux grands bourgeois protestants. Après sa mort, son successeur est Antoine de Teillac, qui se démit en 1604 pour favoriser l'union avec Saint-Jean-de-Latran sous la réserve d'une pension de 2 000 livres.

### Union de l'abbaye de Clairac avec le chapitre de Saint-Jean-de-Latran
Le chapitre de la basilique Saint-Jean-de-Latran se disant créancier des rois de France avait envoyé le chanoine Hélicone vers Henri IV, pour faire valoir ses titres de créance. Celui-ci a trouvé les titres infondés mais a donné l’abbaye de Clairac au chapitre par un brevet du 22 septembre 1604 et a chargé le cardinal de Joyeuse et Monsieur de Béthune, son ambassadeur à Rome, de négocier l'union. Les négociateurs passèrent un concordat avec le chapitre le 6 juin 1605.
L'abbaye a été rattachée au chapitre de Saint-Jean-de-Latran en 1604. C'est à cette occasion qu'est célébrée la messe pour la prospérité de la France. Le pape Paul V a confirmé l'union par une bulle du 5 des ides d'octobre 1605. Henri IV l'a ratifié le 4 février 1606, et, le 24 mai suivant, il a donné des lettres-patentes qui ont été enregistrées au parlement de Bordeaux le 9 juin 1606. Les revenus de l'abbaye sont divisés en deux parts égales, au chapitre de Latran à Rome, et au chapitre de l'évêché d'Agen
Le chapitre du Latran a alors envoyé comme administrateur un de ses membres, le chanoine Paolo Garganti. Il a alors entrepris de reconstruire les bâtiments de l'abbaye et de l'église abbatiale. Il a d'abord résidé à Agen, puis à Clairac en 1610. Il en est chassé pendant la révolte protestante mais y revient en 1621 à la suite de la victoire des troupes de Louis XIII. Il a représenté le chapitre du Latran à Clairac jusqu'à sa mort en 1648. Son successeur est le chanoine Rasponi qui resta peu car il a été fait cardinal.
En 1621, une mission royale de jésuites est établie à Clairac. Les prêtres de la paroisse et ceux de l'abbaye se battent aux portes de l'abbatiale. En 1666, les protestants désignent l'abbaye de Clairac comme l'« abbaye de Babylone », en 1666. Les messes dans l'abbatiale sont dites par les jésuites du collège d'Agen. Une dénonciation faite au chapitre du Latran en 1694 parle « delle cose abominabili » qui se passent dans l'abbaye. Le vicaire général a transformé le couvent en académie de jeu. Le vicaire général représentant le chapitre du Latran Luperti a bâti un hôtel pour sa maîtresse à Clairac. Si le chapitre de Saint-Jean-de-Latran s'est surtout intéressé aux revenus que lui apporte l'abbaye de Clairac, il a dû être choqué par cette dénonciation car il a envoyé un enquêteur.

### Après la Révolution
À la Révolution l'abbaye est saisie comme bien national en 1792. Elle est vendue en 1799. Le chapitre de Saint-Jean-de-Latran réclama des compensations à Napoléon Ier. Celui-ci lui a promis 12 000 écus qu'il n'a pas payés. 
Finalement Charles X a accordé en 1825 une indemnité annuelle de 24 000 francs au chapitre du Latran, mais elle est supprimée au moment de la Révolution de juillet. 
Napoléon III a rétabli le paiement de cette indemnité, mais elle est supprimée par la IIIe République. Finalement, Aristide Briand, alors ministre des affaires étrangères, a fait le don d'un petit capital en 1927.
Entre 1942 et 1945, les bâtiments de l'abbaye sont réquisitionnés pour abriter une école navale.
Elle va ensuite être transformée en lycée jusqu'au début des années 1980, puis a hébergé un musée privé qui présentait la vie monastique à l'aide d'automates, aujourd'hui fermé.
En décembre 2013, l'abbaye des automates a été rachetée par Adam Tornay et Lajos Kupor qui souhaitaient y établir un centre culturel. En 2019, l'abbaye est à nouveau proposée à la vente.

### Protection des bâtiments au titre des monuments historiques
Les bâtiments monastiques de l'abbaye ont été inscrits au titre des monuments historiques le 25 avril 1996,.